# Bande des 17 mètres
La bande 18,1 MHz, désignée aussi par sa longueur d'onde, 17 mètres, est une bande du service amateur destinée à établir des radiocommunications. Cette bande est utilisable pour le trafic intercontinental et continental.

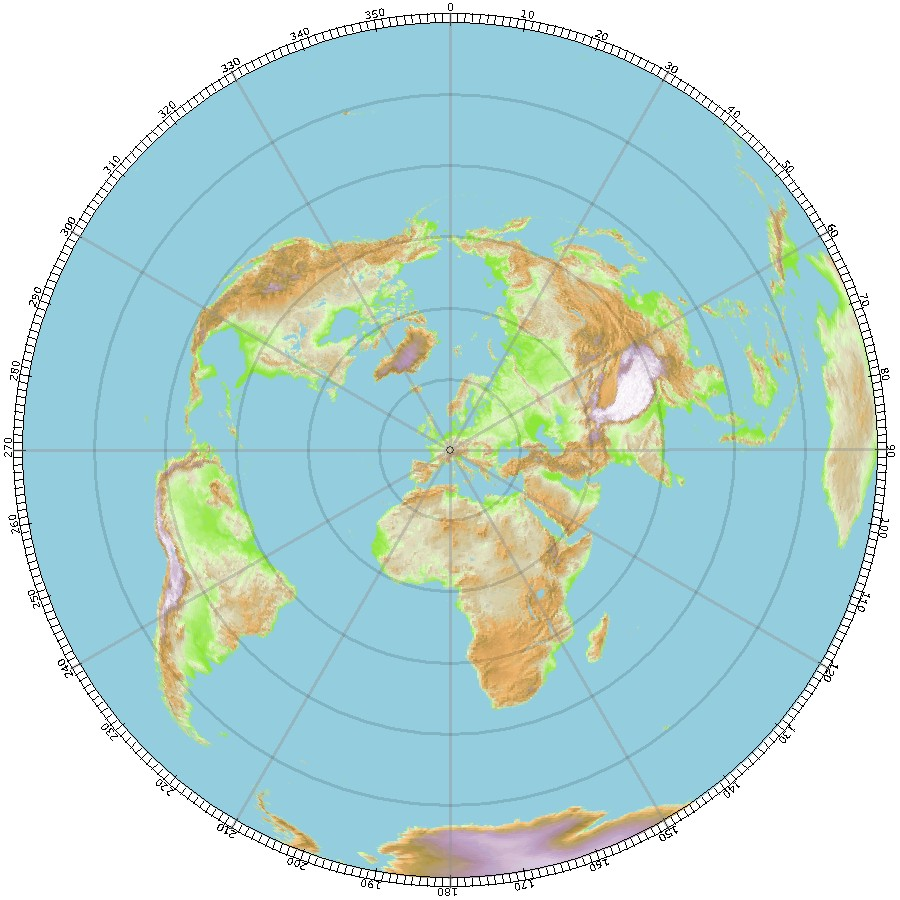
carte azimutale

## La bande des 17 mètres dans le monde
- la bande des "17 mètres" de 18,068 MHz à 18,168 MHz dans le du monde: (UIT) [1].
- 18,068 MHz à 18,120 MHz Radiotélégraphie
- 18,120 MHz à 18,168 MHz Radiotéléphonie.

### Tableau de la bande des 17 mètres
| Bande des 17 mètres | 18068 18095 | 18095 18109 | B | 18111 18168 |
| ------------------- | ----------- | ----------- | - | ----------- |
| IARU Region 1       |             |             |   |             |

Légende
|  | = CW, data (Bande passante <200 Hz)                                          |
|  | = CW, RTTY, Digimodes (Bande passante <500 Hz)                               |
|  | = CW, RTTY, Digimodes, sans SSB (Bande passante <2.7 kHz)                    |
|  | = CW, radiotéléphonie, image (Bande passante <3 kHz)                         |
|  | = CW, radiotéléphonie, image (Bande passante <3 kHz)                         |
|  | = CW, Digimodes, packet, FM, radiotéléphonie, image (Bande passante <20 kHz) |
|  | = CW, RTTY, Digimodes, test, radiotéléphonie, image                          |
|  | = Satellites                                                                 |
|  | = Balises                                                                    |

## Historique
- Bande attribué au service radioamateur le 1er février 1982 par la Conférences Mondiale des radiocommunications 1979

## La manœuvre d’une stationradioamateur
Pour manœuvrer une station radioamateur dans la bande 17 mètres, il est nécessaire de posséder un Certificat d'opérateur du service amateur de classe HAREC .

## Répartition des fréquences de la bande 18,068 MHz à 18,168 MHz pour la France
| Radiotélégraphie                               |
| Radiotéléphonie, radiotélégraphie et Digimodes |

| Fréquences en MHz | Utilisations radioamateur                                                                  | Modes       |
| ----------------- | ------------------------------------------------------------------------------------------ | ----------- |
|                   |                                                                                            |             |
| 18.068 à 18.083   | Radioamateurs en radiotélégraphie                                                          | C.W.        |
| 18.083            | Union française des télégraphistes UFT et radioamateurs en radiotélégraphie                | C.W.        |
| 18.083 à 18.086   | Radioamateurs en radiotélégraphie                                                          | C.W.        |
| 18.086            | Fréquence d’appel en radiotélégraphie en faible puissance, bande des 17 mètres             | C.W.        |
| 18.086 à 18.087   | Radioamateurs en radiotélégraphie                                                          | C.W.        |
| 18.088            | Fréquence d’appel en radiotélégraphie, bande des 17 mètres                                 | C.W.        |
| 18.089 à 18.097   | Radioamateurs en radiotélégraphie                                                          | C.W.        |
| 18.097 à 18.098   | Stations radioamateurs numériques                                                          | Digimodes   |
| 18.098            | Fréquence préférentielles pour le trafic I.O.T.A. en radiotélégraphie, bande des 12 mètres | C.W.        |
| 18.098 à 18.105   | Stations radioamateurs numériques                                                          | Digimodes   |
| 18.105 à 18.109   | Stations radioamateurs automatiques numériques                                             | Digimodes   |
| 18.109 à 18.111   | Balises internationales, bande des 17 mètres                                               | C.W.        |
| 18.111 à 18.120   | Stations radioamateurs automatiques numériques                                             | Digimodes   |
| 18.120 à 18.125   | Radioamateurs                                                                              | U.S.B./C.W. |
| 18.128            | Fréquence préférentielles pour le trafic I.O.T.A. en radiotéléphonie                       | U.S.B./C.W. |
| 18.130            | Fréquence d’appel en radiotéléphonie en faible puissance, bande des 17 mètres              | U.S.B.      |
| 18.132            | Canal : sécurité civile                                                                    | U.S.B.      |
| 18.135 à 18.140   | Radioamateurs                                                                              | U.S.B./C.W. |
| 18.140            | Canal scouts                                                                               | U.S.B.      |
| 18.142            | Canal : sécurité civile                                                                    | U.S.B.      |
| 18.145 à 18. 1475 | Radioamateurs                                                                              | U.S.B./C.W. |
| 18 150            | Radioamateurs en voix numérique en faible puissance                                        | Numérique   |
| 18.1525           | Radioamateurs en mobile pédestre et en mobile bicyclette                                   | U.S.B./C.W. |
| 18.1575           | Fréquences d’appel radioamateur en mobile pédestre et en mobile bicyclette                 | U.S.B./C.W. |
| 18.160            | Canal international « Emergence Center of Activity »                                       | U.S.B.      |
| 18.1625           | Radioamateurs en mobile pédestre et en mobile bicyclette                                   | U.S.B./C.W. |
| 18.165 à 18.168   | Radioamateurs                                                                              | U.S.B./C.W. |

## Les antennes

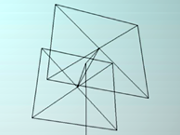
Antenne Quad pour les radiocommunications à grande distance

Les antennes les plus utilisées sur cette bande:
- Antenne Yagi
- Antenne quad
- Antenne losange
- Antenne log-périodique
- Antenne colinéaire
- Antenne ground plane
- Antenne fouet
- Antenne fouet hélicoïdale (mobile)
- Antenne fouet à bobine (mobile)
- Antenne dipolaire ou dipôle
- l’antenne Conrad-Windom
- l’antenne Levy
- l’antenne Zeppelin
- l’antenne delta-loop

## La propagation sur la bande 18,1 MHz
Pour obtenir la carte actualisée de la Terre.

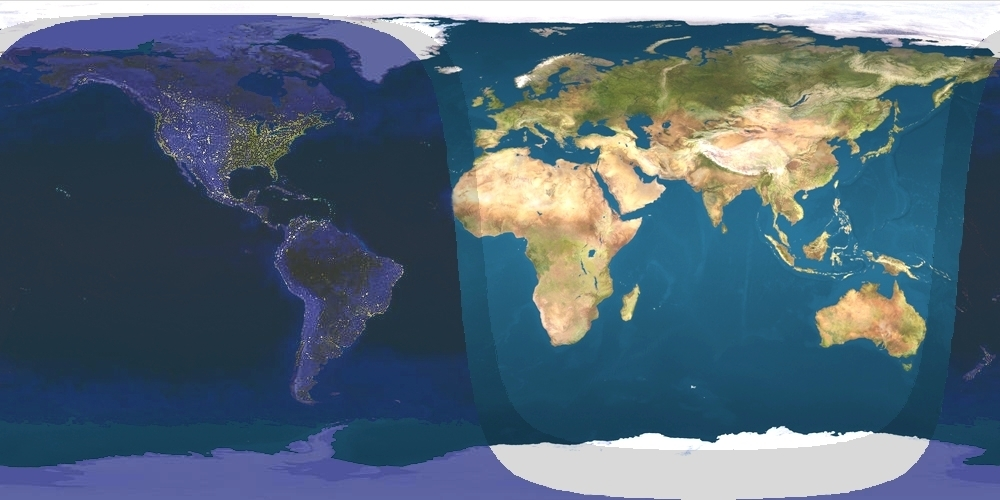
Parcours éclairé par le soleil à 07h UTC
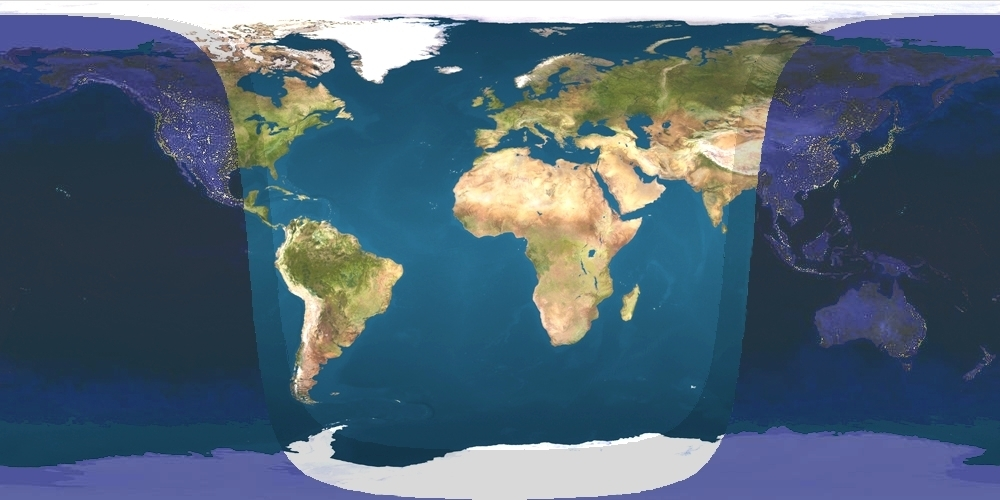
Parcours éclairé par le soleil à 12h UTC
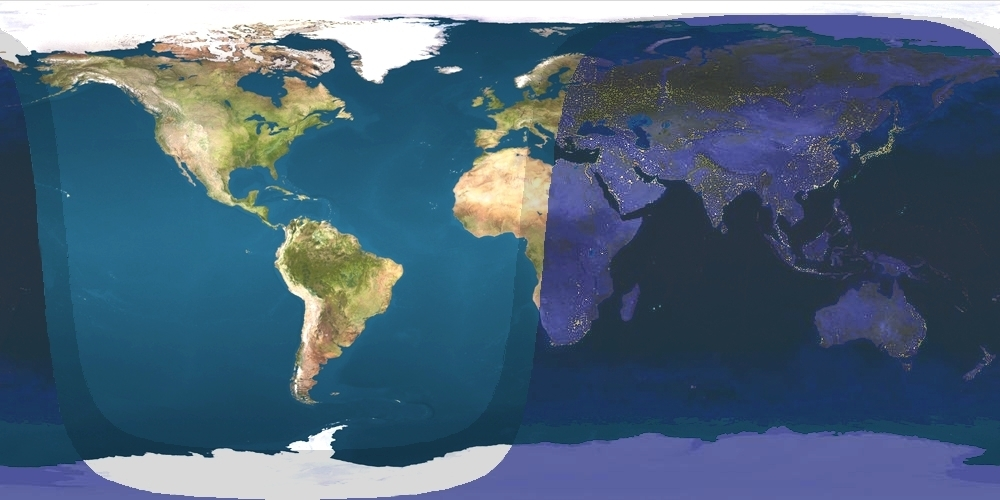
Parcours éclairé par le soleil à 17h UTC

### Le jour
- De jour

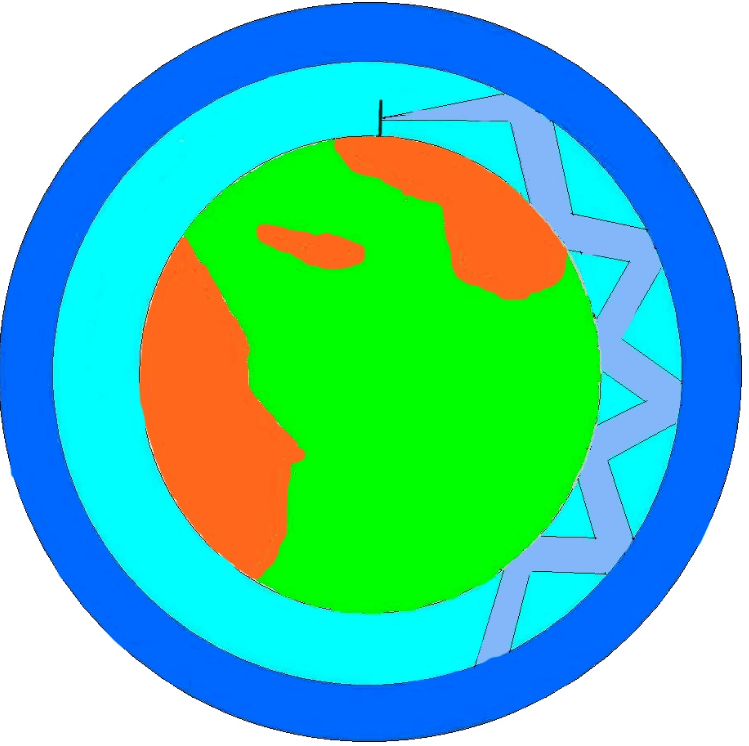
La propagation par onde réfléchie entre ciel et terre.

- Bande ouverte pour les communications intercontinentales et continentales lorsque le parcours entre l’émetteur et le récepteur est éclairé par le soleil. Distance de saut 1200 km.
- Sur cette bande de18,1 MHz ; un émetteur radiotélégraphique de quelques watts alimentant une simple antenne ground plane de 4 mètres sur le sol permet des liaisons intercontinentales.
- De plus on rencontre en partant de l’émetteur une petite zone de réception par onde de sol, une zone de silence, une zone de réception indirecte, une zone de silence, une zone de réception indirecte, une zone de silence et ainsi de suite. L’énergie radiofréquence est réfléchie par les couches de l'ionosphère. Ces réflexions successives entre le sol ou la mer et les couches de l'ionosphère permette des liaisons radiotélégraphique intercontinentales.

### La nuit
- Fermée en pleine nuit.
- Durée de fermeture liée au cycle solaire